# Ciclo feniano
O Ciclo Feniano (também conhecido como Ciclo de Fenian, Ciclo de Fionn, Ciclo de Finn ou Fiannaidheacht) é um texto de prosa e verso que explora o herói mítico Fionn Mac Cumhaill e seus guerreiros Fianna Éireann. É um dos quatro maiores ciclos da mitologia irlandesa junto com o Ciclo Mitológico, o Ciclo de Ulster e o Ciclo Histórico. Em ordem cronológica é o terceiro, entre os ciclos de Ulster e Histórico. Este ciclo é frequentemente chamado Ciclo Ossiânico, pela suposta autoria da maioria dos poemas por Oisín, filho de Fionn.

## História
O grande rei da Irlanda Cormac mac Art formou os fianna, uma coalizão de clãs para a proteção do reino. O grupo era dominado pelo Clã Bascna, liderado por Cumhal, e o Clã Morna, liderado por Goll, com Liath Luachra sendo tesoureiro. Após a Batalha de Knock, Cumhal é morto pelos Morna, e o saco de tesouros do Clã Bascna é roubado. Esposa do falecido, Muirne foge e tem seu filho Demna, que é tratado por duas guerreiras, Liath e a druida Bodhmall. Ela eventualmente se casa com o rei de Kerry.
Demna recebe o nome Fionn por seu cabelo, e logo chega à idade para se preparar para a vingança. Ele mata Liath Luachra e recupera o saco de tesouro, que ele então dá aos sobreviventes da Batalha de Knock. Enquanto estudava com o poeta Finn Eces, Fionn prova acidentalmente o Salmão da Sabedoria, e é admitido na corte do grande rei em Tara, após três duros testes. Na corte, ele se torna o líder do Clã Bascna.
Durante todo Samhain, o goblin Aillén mac Midgna aterrorizava Tara, tocando sua harpa. Usando uma lança mágica que o deixava imune à música da instrumento, Fionn matou o goblin. Como recompensa ele se tornou líder dos fianna, substituindo Goll.
Certo dia caçando cervos, Fionn captura um animal, mas é impedido a matá-lo por Bran e Sceolang. Durante a noite, o animal se transforma numa bela mulher, Sadbh, que havia sido transformada em cervo pelo druida Fer Doirich. O feitiço havia sido quebrado em Allen, base de Fionn, um lugar onde essa magia não se manifestava. Os dois se casam, e pouco depois Fionn sai para expulsar invasores, enquanto ela permanece na base. Nesse momento, Fer Doirich incorpora Fionn e tenta a moça para sair da base, e ela retorna ao estado de animal imediatamente. Fionn sai à procura de sua esposa, mas tudo que encontra é o garoto Oisín, que havia sido criado por um cervo. Sadbh nunca mais é vista.
O Grande Rei Cormac morre, e seu filho Cairbre Lifechair quer destruir os fianna, em descontentamento com o alto custo exigido pelo grupo para a proteção do reino. Ele constrói um exército com outros chefes desapontados e provoca a guerra ao matar o servente de Fionn. Goll se alia com o rei contra o Clã Bascna na batalha. Algumas histórias dizem que cinco guerreiros matam Fionn na batalha, enquanto outras dizem que ele morre em outra batalha por Aichlech Mac Dubdrenn. Entretanto, em ambos os casos somente vinte guerreiros sobrevivem, incluindo Oisín e Caílte.